# Magnien
Magnien és un municipi francès, situat al departament de la Costa d'Or i a la regió de Borgonya - Franc Comtat. L'any 2007 tenia 316 habitants.

## Demografia

### Població
El 2007 la població de fet de Magnien era de 316 persones. Hi havia 132 famílies, de les quals 36 eren unipersonals (12 homes vivint sols i 24 dones vivint soles), 40 parelles sense fills, 40 parelles amb fills i 16 famílies monoparentals amb fills.
La població ha evolucionat segons el següent gràfic:
Habitants censats

### Habitatges
El 2007 hi havia 178 habitatges, 137 eren l'habitatge principal de la família, 23 eren segones residències i 17 estaven desocupats. 176 eren cases i 1 era un apartament. Dels 137 habitatges principals, 111 estaven ocupats pels seus propietaris, 23 estaven llogats i ocupats pels llogaters i 3 estaven cedits a títol gratuït; 9 tenien dues cambres, 20 en tenien tres, 40 en tenien quatre i 68 en tenien cinc o més. 110 habitatges disposaven pel capbaix d'una plaça de pàrquing. A 49 habitatges hi havia un automòbil i a 67 n'hi havia dos o més.

### Piràmide de població
La piràmide de població per edats i sexe el 2009 era:
| Homes | Edats   | Dones |
| ----- | ------- | ----- |
| 0     | 95 o +  | 0     |
| 0     | 90 a 94 | 0     |
| 4     | 85 a 89 | 8     |
| 4     | 80 a 84 | 0     |
| 8     | 75 a 79 | 8     |
| 0     | 70 a 74 | 16    |
| 20    | 65 a 69 | 8     |
| 0     | 60 a 64 | 16    |
| 8     | 55 a 59 | 8     |
| 12    | 50 a 54 | 4     |
| 0     | 45 a 49 | 12    |
| 24    | 40 a 44 | 4     |
| 16    | 35 a 39 | 20    |
| 8     | 30 a 34 | 4     |
| 12    | 25 a 29 | 4     |
| 4     | 20 a 24 | 8     |
| 8     | 15 a 19 | 8     |
| 12    | 10 a 14 | 8     |
| 16    | 5 a 9   | 12    |
| 8     | 0 a 4   | 8     |

## Economia
El 2007 la població en edat de treballar era de 190 persones, 146 eren actives i 44 eren inactives. De les 146 persones actives 133 estaven ocupades (73 homes i 60 dones) i 13 estaven aturades (6 homes i 7 dones). De les 44 persones inactives 18 estaven jubilades, 15 estaven estudiant i 11 estaven classificades com a «altres inactius».

### Ingressos
El 2009 a Magnien hi havia 137 unitats fiscals que integraven 310 persones, la mediana anual d'ingressos fiscals per persona era de 16.283 €.

### Activitats econòmiques
Dels 7 establiments que hi havia el 2007, 1 era d'una empresa extractiva, 5 d'empreses de construcció i 1 d'una empresa de transport.
Dels 5 establiments de servei als particulars que hi havia el 2009, 2 eren fusteries i 3 electricistes.
L'any 2000 a Magnien hi havia 21 explotacions agrícoles que ocupaven un total de 819 hectàrees.

## Equipaments sanitaris i escolars
El 2009 hi havia una escola elemental integrada dins d'un grup escolar amb les comunes properes formant una escola dispersa.

## Poblacions més properes
El següent diagrama mostra les poblacions més properes.